# Asesinato de Spencer Perceval

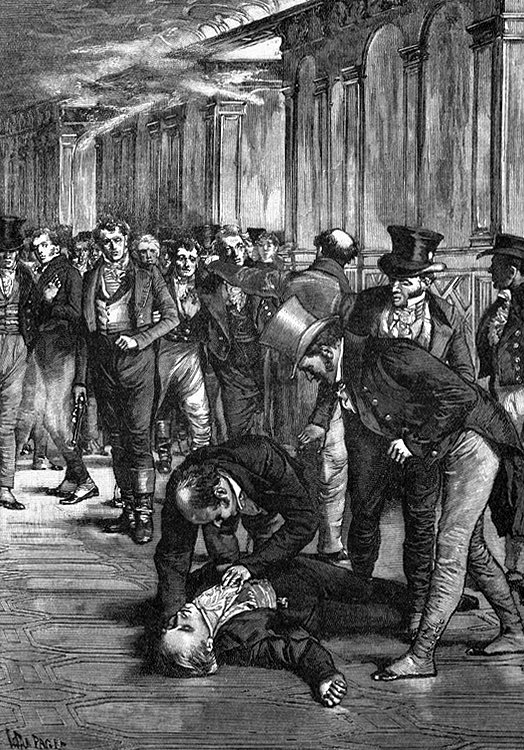
Inmediatamente después del asesinato de Perceval, 11 de mayo de 1812 (una representación de 1909).

El asesinato de Spencer Perceval, primer ministro del Reino Unido de Gran Bretaña e Irlanda, tuvo lugar un lunes a las 5:15 p. m. del 11 de mayo de 1812. Spencer Perceval murió tras ser disparado en el vestíbulo de la Cámara de los Comunes en Londres. Su asesino fue John Bellingham, un comerciante de Liverpool que tenía quejas contra el gobierno. Bellingham fue arrestado y, cuatro días después del asesinato, fue juzgado, condenado y sentenciado a muerte. Fue ahorcado en la prisión de Newgate el 18 de mayo, una semana después del asesinato y un mes antes del comienzo de la Guerra anglo-estadounidense de 1812. Es el único primer ministro británico que ha sido asesinado durante el cargo.
Perceval había liderado el gobierno Tory desde 1809, durante una fase crítica de las guerras napoleónicas. Su determinación de proseguir la guerra utilizando las medidas más duras causó una pobreza y un malestar generalizados en el frente interno; por lo tanto, la noticia de su muerte fue motivo de regocijo en las zonas más afectadas del país. A pesar de los temores iniciales de que el asesinato pudiera estar vinculado a un levantamiento general, resultó que Bellingham había actuado solo, protestando contra la falta de incapacidad del gobierno para compensarlo por su trato unos años antes, cuando había sido encarcelado en Rusia por una deuda comercial. La falta de remordimiento de Bellingham, y la aparente certeza de que su acción estaba justificada, hizo que se cuestionara su cordura, pero en su juicio fue juzgado como legalmente responsable de sus acciones.
Después de la muerte de Perceval, el Parlamento hizo una generosa provisión para su viuda e hijos, y aprobó la construcción de monumentos. A partir de entonces su ministerio fue olvidado rápidamente, sus políticas fueron revertidas, y es generalmente más conocido por la forma de su muerte que por cualquiera de sus logros. Los historiadores posteriores han caracterizado el apresurado juicio y ejecución de Bellingham como contrario a los principios de la justicia. La posibilidad de que actuara dentro de una conspiración, en nombre de un consorcio de comerciantes de Liverpool hostiles a las políticas económicas de Perceval, es objeto de un estudio en 2012.

## Antecedentes

### Biografía

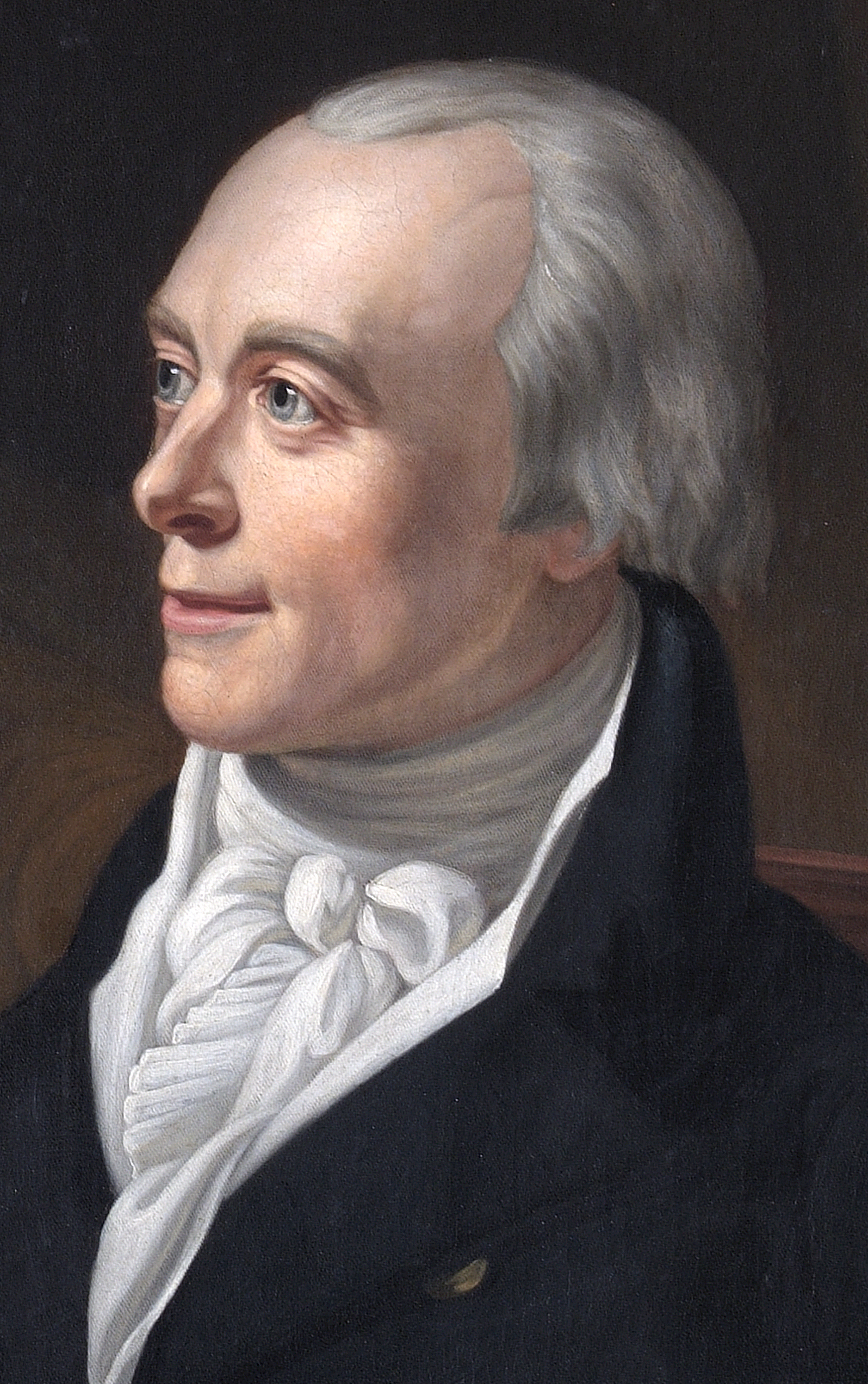
Retrato póstumo de Spencer Perceval.

Spencer Perceval nació el 1 de noviembre de 1762, el segundo hijo del segundo matrimonio de John Perceval, segundo conde de Egmont. Asistió a la Harrow School y, en 1780, entró en el Trinity College (Cambridge), donde fue un destacado erudito y ganador de premios. Un muchacho profundamente religioso, en Cambridge se alineó estrechamente con el evangelicalismo, al que permaneció fiel toda su vida. Bajo la regla de la primogenitura, Perceval no tenía ninguna perspectiva realista de una herencia familiar, y necesitaba ganarse la vida; al dejar Cambridge en 1783, entró en Lincoln's Inn para formarse como abogado. Después de ser llamado al Colegio de Abogados en 1786, Perceval se unió al Circuito de Midland, donde sus conexiones familiares le ayudaron a adquirir una práctica lucrativa. En 1790 se casó con Jane Wilson, la pareja se fugó cuando ella cumplió 21 años. El matrimonio resultó ser feliz y prolífico; doce hijos (seis hijos y seis hijas) nacieron en los siguientes catorce años.
La política de Perceval era muy conservadora, y adquirió una reputación por sus ataques al radicalismo. Como fiscal júnior en los juicios de Thomas Paine y John Horne Tooke, se fijaron en él los políticos de alto rango del ministerio gobernante de Pitt. En 1796, tras haber rechazado el puesto de Jefe de Secretaría de Irlanda, Perceval fue elegido para el Parlamento como miembro de los conservadores de Northampton, y ganó la aclamación en 1798 con un discurso en el que defendía el gobierno de Pitt contra los ataques de los radicales Charles James Fox y Francis Burdett. Se le veía generalmente como una estrella en ascenso en su partido; su baja estatura y su escasa constitución le valieron el apodo de «Pequeño P».
Tras la dimisión de William Pitt en 1801, Perceval sirvió como procurador general, y luego como fiscal general, en el ministerio de Addington de 1801-1804, continuando en este último cargo a través del ministerio de Pitt de 1804-1806. Las profundas convicciones evangélicas de Perceval le llevaron a su inquebrantable oposición a la Iglesia Católica y a la emancipación católica, y a su igualmente ferviente apoyo a la abolición del comercio de esclavos, cuando trabajó con compañeros evangélicos como William Wilberforce para asegurar la aprobación de la Acta del Comercio de Esclavos (1807).
Cuando Pitt murió en 1806, su gobierno fue sucedido por el «Ministerio de Todos los Talentos», de carácter interpartidario, bajo William Wyndham Grenville. Perceval permaneció en la oposición durante este breve ministerio, pero cuando el Duque de Portland formó una nueva administración conservadora en marzo de 1807, Perceval asumió el cargo de Canciller del Tesoro y líder de la Cámara de los Comunes. Portland era anciano y estaba enfermo, y al renunciar en octubre de 1809, Perceval lo sucedió como primer lord del Tesoro —el título formal por el que se conocía entonces a los primeros ministros— después de una dolorosa lucha interna por el liderazgo. Además de sus deberes como jefe de Gobierno, conservó la Cancillería, en gran parte porque no pudo encontrar ningún ministro de la talla apropiada que aceptara el cargo.

### Tiempos difíciles
El gobierno de Perceval se debilitó por la negativa a servir de exministros como George Canning y William Huskisson.  Se enfrentó a enormes problemas en un momento de considerable descontento industrial y en un punto bajo de la guerra contra Napoleón Bonaparte. La infructuosa Expedición Walcheren en los Países Bajos se estaba deshaciendo, y el ejército de Arthur Wellesley, el futuro Duque de Wellington, fue inmovilizado en Portugal. Al principio de su ministerio Perceval disfrutó del fuerte apoyo del rey Jorge III, pero en octubre de 1810 el rey cayó en la locura y quedó permanentemente incapacitado. La relación de Perceval con el Príncipe de Gales, que se convirtió en Príncipe Regente, fue inicialmente mucho menos cordial, pero en los meses siguientes él y Perceval establecieron una afinidad razonable, quizás motivada en parte por el temor del príncipe a que el rey se recuperara y se encontrara con su estadista favorito depuesto.
Cuando las últimas fuerzas británicas se retiraron de la expedición Walcheren en febrero de 1810, la fuerza de Wellington en Portugal era la única presencia militar británica en el continente europeo. Perceval insistió en que permaneciera allí, en contra del consejo de la mayoría de sus ministros y con un gran coste para el tesoro británico. Finalmente esta decisión fue reivindicada, pero por el momento su principal arma contra Napoleón fueron las Órdenes del Consejo de 1807, heredadas del ministerio anterior, las que habían sido emitidas como una respuesta de «ojo por ojo» al Bloqueo Continental de Napoleón, una medida diseñada para destruir el comercio de ultramar de Gran Bretaña. Las órdenes permitían a la Marina Real detener cualquier barco que se pensara que transportaba mercancías a Francia o a sus aliados continentales. Con ambas potencias beligerantes empleando estrategias similares, el comercio mundial se redujo, lo que condujo a dificultades e insatisfacción generalizadas en las principales industrias británicas, en particular las de textiles y del algodón. Hubo frecuentes llamamientos para modificar o revocar las Órdenes, lo que dañó las relaciones con los Estados Unidos hasta el punto de que, a principios de 1812, las dos naciones estaban al borde de la guerra.
En su casa, Perceval mantuvo su anterior reputación de azote de los radicales, encarcelando a Burdett y William Cobbett, este último siguió atacando al gobierno desde su celda. Perceval también se enfrentó a las protestas contra las máquinas conocidas como el ludismo,[ a las que reaccionó introduciendo un proyecto de ley que convertía en delito capital la rotura de máquinas; en la Cámara de los Lores el joven Lord Byron calificó la legislación de «bárbara». A pesar de estas dificultades, Perceval fue estableciendo gradualmente su autoridad, de modo que en 1811 Robert Jenkinson, el ministro de guerra, observó que la autoridad del primer ministro en la Cámara era igual a la de Pitt. El uso que Perceval hizo de las sinecuras y otros patrocinios para asegurarse lealtades significó que en mayo de 1812, a pesar de las muchas protestas públicas contra sus duras políticas, su posición política se había vuelto inexpugnable. Según el humorista Sydney Smith, Perceval combinó «la cabeza de un párroco del país con la lengua de un abogado de Old Bailey».
A principios de 1812 aumentó la agitación por la revocación de las Órdenes en Consejo. Después de los disturbios en Mánchester en abril, Perceval consintió en una investigación de la Cámara de los Comunes sobre el funcionamiento de las Órdenes; las audiencias comenzaron en mayo. Se esperaba que Perceval asistiera a la sesión del 11 de mayo de 1812; entre la multitud en el vestíbulo que esperaba su llegada estaba un comerciante de Liverpool, John Bellingham.

## John Bellingham

### Primeros años
Bellingham nació alrededor de 1770, en el condado de Huntingdonshire. Su padre, también llamado John, era un agente de tierras y pintaba miniaturas. Su madre Elizabeth era de una familia acomodada de Huntingdonshire. En 1779 John padre se enfermó mentalmente y, tras ser internado en un asilo, murió entre 1780 y 1781. La familia fue mantenida por William Daw, cuñado de Elizabeth, un próspero abogado que organizó el nombramiento de Bellingham como cadete oficial a bordo del barco Hartwell de la Compañía Británica de las Indias Orientales. En el camino a la India el barco se amotinó y naufragó frente a la costa de las islas de Cabo Verde; Bellingham sobrevivió y regresó a casa. Daw le ayudó entonces a establecer un negocio como fabricante de hojalata en Londres, pero después de unos años el negocio fracasó, y Bellingham se declaró en bancarrota en 1794. Parece que escapó de la prisión de los deudores, tal vez por la intervención posterior de Daw. Castigado por esta experiencia, decidió establecerse, y obtuvo un puesto como contador en una empresa dedicada al comercio con Rusia. Trabajó duro, y fue lo suficientemente considerado por sus empleadores como para ser nombrado en 1800 como representante residente de la empresa en Arcángel (Rusia). A su regreso a casa, Bellingham estableció su propio negocio comercial, y se mudó a Liverpool. En 1803 se casó con Mary Neville de Dublín.

### En Rusia

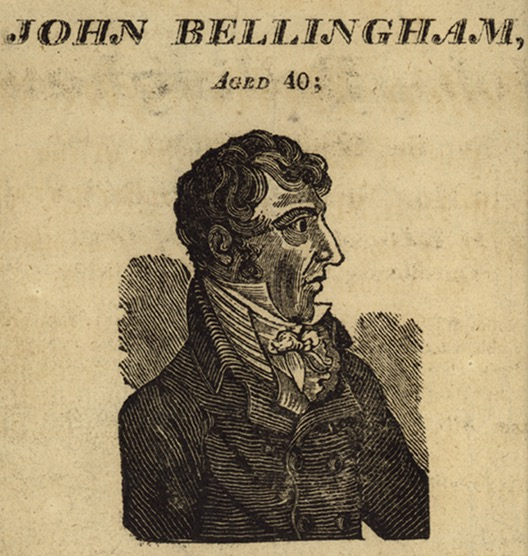
Un grabado contemporáneo de John Bellingham.

En 1804 Bellingham regresó a Arcángel para supervisar una importante empresa comercial, acompañado por Mary y su hijo pequeño. Terminado su negocio, en noviembre se dispuso a regresar a casa, pero fue detenido por una supuesta deuda impagada. Esto se debió a las pérdidas sufridas por un socio comercial por las que Bellingham se había considerado responsable. Negó cualquier responsabilidad por la deuda; su detención, pensó, fue un acto de venganza por parte de poderosos comerciantes rusos que, erróneamente, pensaron que había frustrado una reclamación de seguro relacionada con un barco perdido. Dos árbitros nombrados por el gobernador de Arcángel determinaron que él era responsable de una suma de 2.000 rublos (alrededor de unas 200 £), una fracción de la cantidad original reclamada. Bellingham rechazó este juicio.
Con el tema todavía sin resolver, Bellingham obtuvo pases para él y su familia para viajar a la capital rusa de San Petersburgo. En febrero de 1805, cuando se preparaban para partir, se revocó el pase de Bellingham; a María y al niño se les permitió continuar, pero fue arrestado y encarcelado en Arcángel. Cuando buscó la ayuda de Lord Granville Leveson-Gower, el embajador británico en San Petersburgo, el asunto fue tratado por el cónsul británico, Stephen Shairp, quien informó a Bellingham que como la disputa involucraba era una deuda civil, no podía interferir. Bellingham permaneció bajo custodia en Arcángel hasta noviembre de 1805, cuando un nuevo gobernador de la ciudad ordenó su liberación y le permitió unirse a Mary en San Petersburgo. Aquí, en lugar de organizar el rápido regreso de su familia a Inglaterra, Bellingham presentó cargos contra las autoridades del Arcángel por encarcelamiento falso y exigió una compensación. Al hacerlo, indignó a las autoridades rusas, que en junio de 1806 ordenaron su encarcelamiento. Según su relato posterior, «a menudo marchaba públicamente por la ciudad con bandas de delincuentes y criminales de la peor descripción [hasta] la humillación desgarradora de sí mismo».
Mientras tanto, Mary había regresado a Inglaterra con su hijo —estaba embarazada de su segundo hijo— y finalmente se instaló en Liverpool, donde estableció un negocio de sombrerería con una amiga, Mary Stevens. Durante los siguientes tres años, Bellingham hizo constantes demandas de liberación y compensación, buscando la ayuda de Shairp, Leveson-Gower y el sucesor de este último como embajador, Lord Douglas. Ninguno estaba dispuesto a interceder en su favor: «Así», escribió más tarde al solicitar reparación, «sin haber ofendido ninguna ley, ni civil ni penal, y sin haber lesionado a ninguna persona ... su peticionario fue sacado de de una prisión a otra». La posición de Bellingham empeoró en 1807, cuando Rusia firmó el Tratado de Tilsit y se alineó con Napoleón. Pasaron dos años más antes de que, tras una petición directa al zar Alejandro I de Rusia, fuera puesto en libertad y se le ordenara abandonar Rusia. Llegó a Inglaterra, sin compensación, en diciembre de 1809, decidido a hacer justicia.

### En busca de una compensación
A su regreso a Inglaterra, Bellingham pasó seis meses en Londres, buscando una compensación por el encarcelamiento y las pérdidas financieras que había sufrido en Rusia. Consideró que las autoridades británicas eran responsables, por su negligencia en sus repetidas peticiones de ayuda. Sucesivamente hizo peticiones al Ministerio de Asuntos Exteriores, al HM Treasury, al Consejo Privado y al propio Perceval; en cada caso sus demandas fueron cortésmente rechazadas. Derrotado y agotado, en mayo de 1811 Bellingham aceptó el ultimátum de su esposa de abandonar su campaña o de perderla a ella y a su familia. Se unió a ella en Liverpool para comenzar una nueva vida.
Durante los siguientes 18 meses, Bellingham trabajó para reconstruir su carrera comercial, con un éxito modesto. Mary continuó trabajando como sombrerera. El hecho de que siguiera sin recibir compensación continuó siendo un obstáculo. En diciembre de 1811 regresó a Londres, aparentemente para llevar a cabo negocios allí, pero en realidad para reanudar su campaña de reparación. Solicitó al Príncipe Regente, antes de reanudar sus esfuerzos con el Consejo Privado, el Ministerio del Interior y el Tesoro, únicamente para recibir las mismas educadas negativas que antes. Luego envió una copia de su petición a todos los miembros del Parlamento, nuevamente en vano. El 23 de marzo de 1812 escribió a los magistrados del Tribunal de Magistrados de Bow Street, argumentando que el gobierno había «hecho todo lo posible por cerrar la puerta de la justicia», y solicitando que el tribunal interviniera. Recibió una respuesta superficial. Después de consultar a su propio diputado, Isaac Gascoyne, Bellingham hizo un último intento de presentar su caso al gobierno. El 18 de abril, se reunió con un funcionario del Tesoro, el Sr. Hill, a quien dijo que si no obtenía satisfacción, tomaría la justicia por su propia mano. Hill, sin percibir estas palabras como una amenaza, le dijo que debía tomar las medidas que considerara apropiadas. El 20 de abril, Bellingham compró dos pistolas de calibre .50 (12,7 mm) a un armero del 58 de Skinner Street. También hizo que un sastre le cosiera un bolsillo interior a su abrigo.

## Asesinato

### Cámara de los Comunes, 11 de mayo de 1812

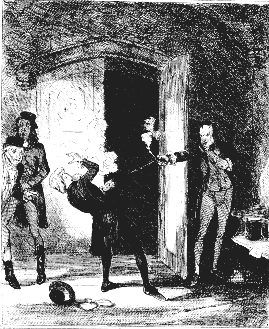
Ilustración del del asesinato de Perceval en el Calendario Newgate.

La presencia de Bellingham en el vestíbulo de la Cámara de los Comunes el lunes 11 de mayo no causó ninguna sospecha en particular; había hecho varias visitas recientes, pidiendo a veces a los periodistas que confirmaran la identidad de determinados ministros. Las actividades de Bellingham ese día no indicaban abiertamente que un hombre estuviera preparando medidas desesperadas. Había pasado la mañana escribiendo cartas y visitando a la socia de su esposa, Mary Stevens, que estaba en Londres en ese momento. Por la tarde había acompañado a su casera y a su hijo a visitar el Museo Europeo, en el distrito de St James en Londres. Desde allí se dirigió a los edificios del Parlamento en Westminster, llegando al vestíbulo poco antes de las cinco.
En la Cámara, al comenzar la sesión a las 17:30, el diputado Henry Brougham, uno de los principales opositores de las Órdenes, llamó la atención sobre la ausencia del primer ministro y comentó que debería estar allí. Un mensajero fue enviado a buscar a Perceval desde Downing Street, pero se encontró con él en Parliament Street —Perceval había decidido caminar y prescindir de su carruaje habitual— de camino a la Cámara, donde llegó sobre las 5:15. Cuando Perceval entró en el vestíbulo, se enfrentó a Bellingham que, sacando una pistola, disparó al primer ministro en el pecho. Perceval se tambaleó hacia delante unos pasos y exclamó «¡He sido asesinado!» antes de caer de bruces a los pies de William Smith, el diputado de Norwich. (También se informó de que Perceval había dicho «Asesinato» o «Oh Dios mío».) Smith se dio cuenta de que la víctima era Perceval cuando giró el cuerpo boca arriba. Cuando lo llevaron a una habitación contigua y lo apoyaron en una mesa con los pies en dos sillas estaba inconsciente, aunque todavía tenía el pulso débil. Cuando un cirujano llegó unos minutos más tarde, el pulso se había detenido, y Perceval fue declarado muerto.
En el pandemónium que siguió, Bellingham se sentó tranquilamente en un banco mientras Perceval era llevado a los aposentos del Presidente. En el vestíbulo, tal fue la confusión que, según un testigo, si Bellingham «hubiera salido tranquilamente a la calle, habría escapado, y el autor del asesinato nunca habría sido conocido». Tal como fue, un oficial que había visto el tiroteo identificó a Bellingham, que fue capturado, desarmado, manipulado y registrado. Permaneció en calma, sometiéndose a sus captores sin luchar. Cuando se le pidió que explicara sus acciones, respondió que estaba rectificando una denegación de justicia por parte del gobierno.
El Presidente ordenó que Bellingham fuera trasladado a los cuarteles del Serjeant-at-Arms, donde los diputados que también eran magistrados llevarían a cabo una audiencia de encarcelamiento bajo la presidencia de Harvey Christian Combe. El tribunal improvisado escuchó las pruebas de los testigos oculares del crimen y envió mensajeros a registrar el alojamiento de Bellingham. El prisionero mantuvo la compostura durante todo el tiempo; aunque se le advirtió contra la autoincriminación, insistió en explicarse: «He sido maltratado... He buscado reparación en vano. Soy un hombre muy desafortunado y siento aquí», poniendo la mano en el corazón, «suficiente justificación para lo que he hecho». Dijo que había agotado todas las vías adecuadas y que había dejado claro a las autoridades que se proponía tomar medidas independientes. Se le había dicho que hiciera lo peor: «Les he obedecido. He hecho lo peor, y me alegro de la acción». A eso de las ocho, Bellingham fue acusado formalmente del asesinato de Perceval, y fue enviado a la prisión de Newgate para esperar el juicio.

### Reacción

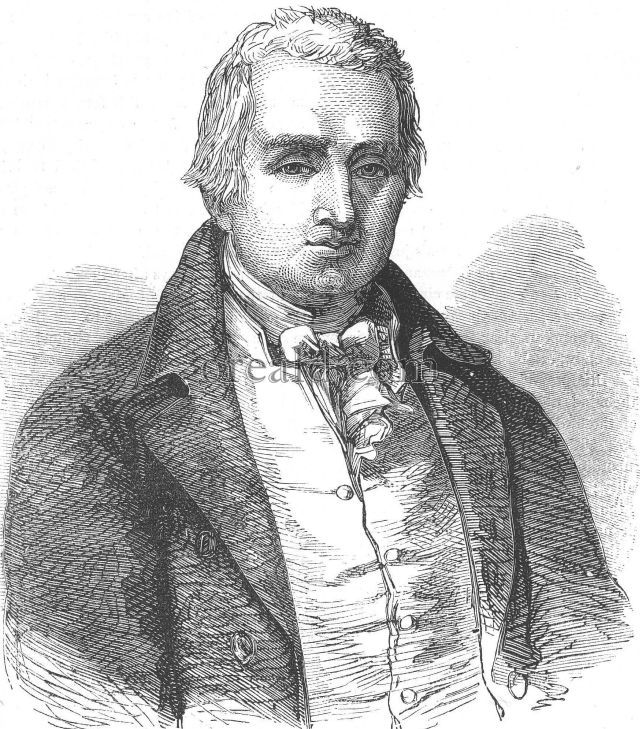
William Cobbett, quien denunció al gobierno desde su celda de prisión.

Los informes del asesinato se difundieron rápidamente; en su historia de los tiempos, Arthur Bryant registra el crudo deleite con que la noticia fue recibida por los hambrientos trabajadores que no habían recibido nada más que infortunio del gobierno de Perceval. En su celda de la prisión, Cobbett comprendió sus sentimientos; el tiroteo les había «librado de uno al que consideraban el líder entre los que pensaban totalmente empeñados en la destrucción de sus libertades». Las escenas fuera del Palacio de Westminster cuando Bellingham fue llevado para su traslado a Newgate eran coherentes con este estado de ánimo; Samuel Romilly, el reformador de la ley y diputado por Wareham, escuchó de la multitud reunida «las más salvajes expresiones de alegría y exultación ... acompañadas con pesar de que otros, y en particular el fiscal general, no habían compartido el mismo destino». La multitud se agolpó en torno al viejo carruaje en el que iba Bellingham; muchos trataron de estrecharle la mano, otros se montaron en la caja del carruaje y tuvieron que ser golpeados con látigos. Se le empujó de nuevo al edificio, y se le mantuvo allí hasta que el desorden disminuyó lo suficiente como para que pudiera ser trasladado, con una completa escolta militar.
Entre las clases gobernantes hubo temores iniciales de que el asesinato pudiera ser parte de una insurrección general o podría desencadenar una. Las autoridades tomaron precauciones; se desplegaron los guardias a pie y la Household Cavalry, al igual que la milicia de la ciudad, mientras que se reforzaron las guardias locales. En contraste con la evidente aprobación del público de las acciones de Bellingham, el estado de ánimo entre los amigos y colegas de Perceval era sombrío y triste. Cuando el Parlamento se reunió al día siguiente, George Canning habló de «un hombre ... de quien se podría decir con particular verdad que, cualquiera que fuera la fuerza de la hostilidad política, nunca antes había provocado la última calamidad a un solo enemigo». Después de más tributos de miembros del gobierno y de la oposición, la Cámara trasladó una subvención de £ 50,000 y una anualidad de £ 2,000 a la viuda de Perceval, cuya disposición, ligeramente modificada, fue aprobada en junio.
La consideración que tenían los compañeros de Perceval se hizo evidente en un poema anónimo de 1812, Universal Sympathy, or, The Martyr'd Statesman («La simpatía universal, o el estadista mártir»):

Tal era su vida privada, tal su vida pública,

Que todos los que difieren en la polémica,

O variaron de opinión con su plan,

Acordaron unánimemente amar al hombre.

## Actas

### Preliminares

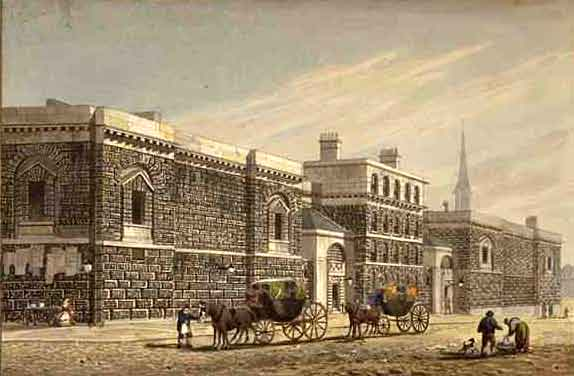
Prisión de Newgate, c. 1810.

Una investigación sobre la muerte de Perceval se llevó a cabo el 12 de mayo, en la casa pública Rose and Crown en Downing Street. Entre los que testificaron estaban Gascoyne, Smith y Joseph Hume, un médico y diputado radical. Él había ayudado a detener a Bellingham, y ahora testificó que por su comportamiento controlado después del tiroteo, Bellingham parecía «perfectamente cuerdo». El forense registró debidamente la causa de la muerte como «homicidio intencional por John Bellingham». Armado con este veredicto, el fiscal general, Vicary Gibbs, pidió al lord presidente de la Corte Suprema que arreglara la fecha del juicio lo más pronto posible.
En la prisión de Newgate, Bellingham fue interrogado por los magistrados. Su comportamiento tranquilo y sereno les llevó, a diferencia de Hume, a dudar de su cordura, aunque sus guardianes no habían observado ningún signo de comportamiento desequilibrado. James Harmer, el abogado de Bellingham, sabía que la locura proporcionaría la única defensa concebible para su cliente, y envió agentes a Liverpool para hacer averiguaciones allí. Mientras esperaba sus documentos, se enteró por un informante de que el padre de Bellingham había muerto enloquecido; también escuchó pruebas de la supuesta desviación de Bellingham por parte de Ann Billett, la prima del prisionero, que lo conocía desde la infancia. El 14 de mayo, un gran jurado se reunió en la Casa de Sesiones, Clerkenwell, y después de escuchar las pruebas de los testigos oculares, encontró «un verdadero proyecto de ley contra John Bellingham por el asesinato de Spencer Perceval». El juicio fue arreglado para tener lugar al día siguiente, viernes 15 de mayo de 1812, en el Old Bailey.
Cuando Bellingham recibió la noticia de su próximo juicio, pidió a Harmer que lo representara en el tribunal Brougham y Peter Alley, este último un abogado irlandés con reputación de extravagante. Confiado en su absolución, Bellingham se negó a discutir el caso con Harmer, y pasó la tarde y la noche tomando notas. Después de beber un vaso de Porter, se fue a la cama y durmió profundamente.

### Juicio

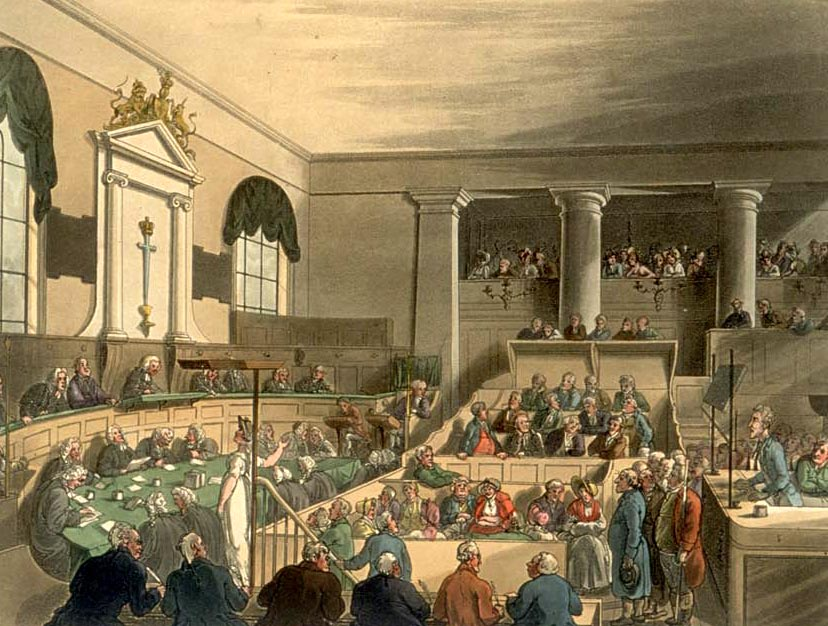
Un juicio de principios del en curso en Old Bailey.

El juicio comenzó en Old Bailey el viernes 15 de mayo de 1812, bajo la presidencia del juez James Mansfield, presidente del Tribunal de Súplicas Comunes. El equipo de acusación estaba dirigido por el fiscal general, Gibbs, entre cuyos asistentes se encontraba William Garrow, futuro fiscal general.  Como Brougham se negó, Bellingham fue representado por Alley, asistido por Henry Revell Reynolds. La ley de ese momento limitaba el papel de los abogados defensores en los casos de pena capital; podían asesorar sobre cuestiones de derecho e interrogar y contrainterrogar a los testigos, pero de lo contrario Bellingham tendría que presentar su propia defensa.
Después de que Bellingham se declarara inocente, Alley pidió un aplazamiento para darle tiempo a localizar testigos que pudieran atestiguar la locura del prisionero. A esto se opuso Gibbs como una mera estratagema para demorar la justicia; Mansfield estuvo de acuerdo, y el juicio continuó. Gibbs luego resumió las actividades comerciales del prisionero antes de encontrarse con la desgracia en Rusia: «ya sea por su propia mala conducta o por la justicia o injusticia de ese país, no lo sé». Relató los esfuerzos infructuosos de Bellingham para obtener reparación, y el consiguiente crecimiento de un deseo de venganza.
Habiendo descrito el tiroteo, Gibbs descartó la posibilidad de locura, sosteniendo que Bellingham estaba, en el momento del hecho, en pleno control de sus acciones. Numerosos testigos presenciales testificaron lo que habían visto en el vestíbulo de los Comunes. El tribunal también escuchó a un sastre que, poco antes del ataque, por instrucciones de Bellingham, modificó el abrigo de este último añadiendo un bolsillo interior especial, en el que Bellingham había escondido sus pistolas.
Cuando Bellingham se levantó, agradeció al fiscal general por rechazar la estrategia de la «locura»: «Creo que es mucho más afortunado que tal alegato... haya sido infundado, de lo que debería haber existido en realidad». Comenzó su defensa afirmando que «todas las miserias que es posible que la naturaleza humana sufra» habían recaído sobre él. Luego leyó la petición que había enviado al príncipe Regente, y recordó sus infructuosos tratos con varias agencias gubernamentales. En su opinión, la principal culpa no recaía en «ese individuo verdaderamente amable y muy lamentado, el señor Perceval», sino en Leveson-Gower, el embajador en San Petersburgo que, en su opinión, le había negado originalmente la justicia y que, según él, merecía el disparo y no la víctima final.
Los principales testigos de Bellingham fueron Ann Billett y su amiga, Mary Clarke, ambas testificaron su historia de desquiciamiento, y Catherine Figgins, una sirvienta en el alojamiento de Bellingham. Ella lo había encontrado recientemente confundido, pero por lo demás un huésped honesto y admirable.[ Al retirarse, Alley informó al tribunal que dos testigos más habían llegado de Liverpool. Sin embargo, cuando vieron a Bellingham, se dieron cuenta de que no era el hombre de cuya desilusión habían venido a dar fe, y se retiraron. Mansfield comenzó entonces a resumir, durante el curso de lo cual aclaró la ley: «La única cuestión es si en el momento en que se cometió este acto, poseía un grado de comprensión suficiente para distinguir el bien del mal». El juez aconsejó al jurado antes de que se retiraran que las pruebas demostraban que Bellingham estaba «en todos los aspectos en juicio completo y competente de todos sus actos».

### Veredicto y sentencia
El jurado se retiró y en 15 minutos regresó con un veredicto de culpabilidad. Bellingham parecía sorprendido pero, según el relato del juicio de Thomas Hodgson, estaba tranquilo, "sin ninguna demostración de la preocupación que la terrible situación de él estaba calculando producir". Preguntado por el secretario del tribunal si tenía algo que decir, permaneció en silencio.
A continuación, el juez leyó la sentencia, según consta en Hodgson, «de una manera muy solemne y conmovedora, que bañó en lágrimas a muchos de los auditores». En primer lugar, condenó el crimen, «tan odioso y abominable a los ojos de Dios como odioso y aborrecible para los sentimientos del hombre», y recordó al prisionero el corto tiempo, «muy corto», que le quedaba para buscar misericordia en otro mundo, y luego pronunció la sentencia de muerte propiamente dicha: «Serás colgado del cuello hasta que mueras, tu cuerpo será disecado y anatomizado». Todo el juicio había durado menos de ocho horas.

### Ejecución
La ejecución de Bellingham se fijó para la mañana del lunes 18 de mayo. El día anterior, fue visitado por el reverendo Daniel Wilson, cura de la capilla de San Juan, Bedford Row, futuro obispo de Calcuta, que esperaba que Bellingham mostrara verdadero arrepentimiento por su acto. El clérigo se decepcionó, concluyendo que «un caso más terrible de depravación y dureza de corazón seguramente nunca ha ocurrido». A finales del domingo, Bellingham escribió una última carta a su esposa, en la que parecía confiado en el destino de su alma: «Nueve horas más me llevarán a esas felices playas donde la felicidad no tiene aleación».
Grandes multitudes se reunieron fuera de Newgate el lunes; una fuerza de tropas se mantuvo a la espera, ya que se habían recibido advertencias de un movimiento de «Rescate de Bellingham». La multitud estaba tranquila y contenida, como lo estaba Bellingham cuando apareció en el andamio poco antes de las 8 horas. Hodgson registra que Bellingham subió los escalones «con la mayor celeridad ... su paso fue audaz y firme ... ninguna indicación de temblor, vacilación o irresolución apareció». Bellingham fue entonces vendado, la cuerda atada, y una oración final fue dicha por el capellán. Cuando el reloj marcó las ocho, la trampilla fue liberada y Bellingham cayó a la muerte. Cobbett, aún encarcelado en Newgate, observó las reacciones de la multitud: «miradas ansiosas... rostros medio horrorizados... lágrimas de luto... bendiciones unánimes». De acuerdo con la sentencia del tribunal, el cuerpo fue cortado y enviado al Hospital de San Bartolomé para su disección. En lo que la prensa describió como «sensacionalismo morboso», la ropa de Bellingham se vendió a precios elevados entre el público.

## Secuelas

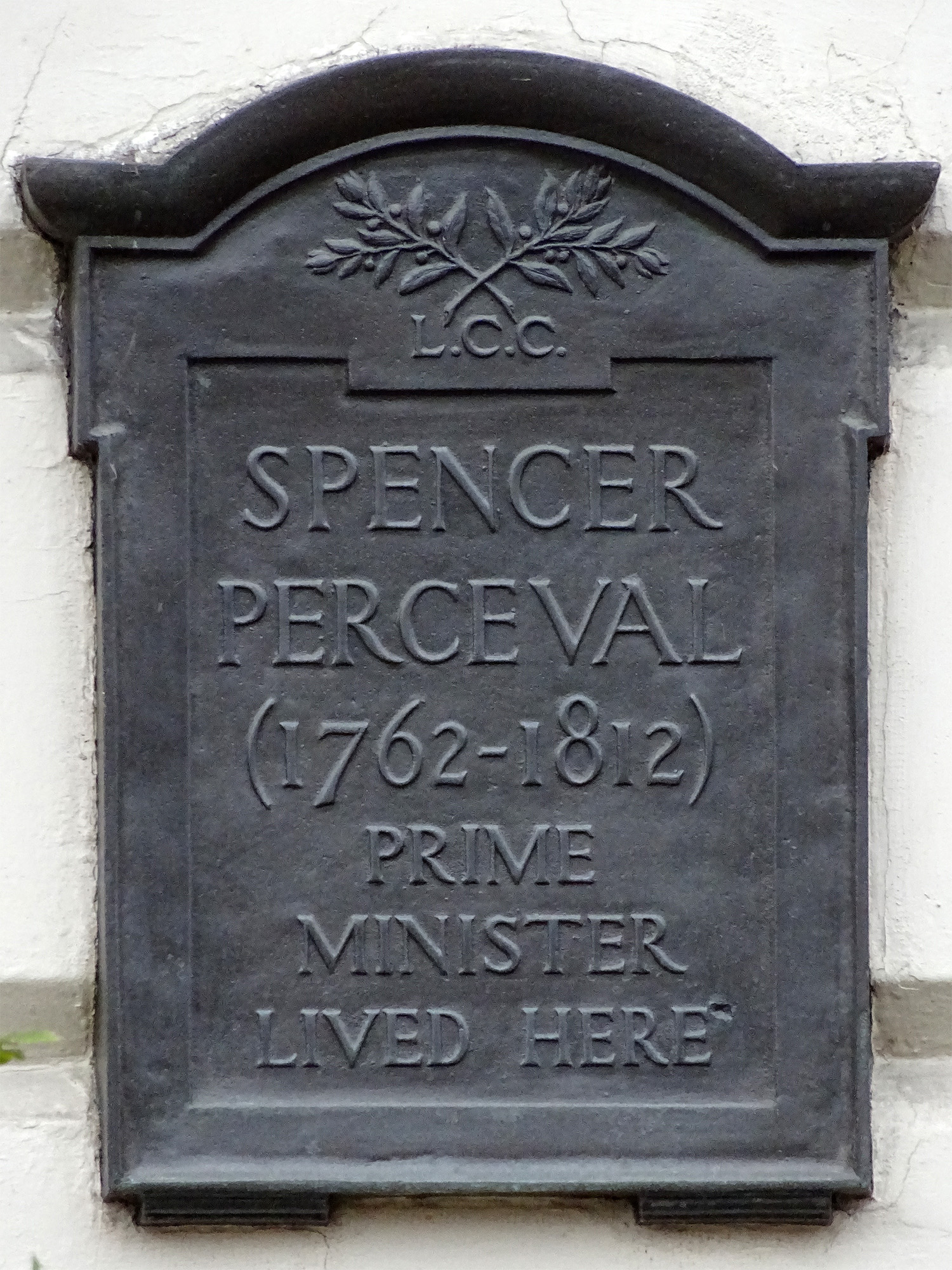
Placa conmemorativa a Spencer Perceval, en Lincoln's Inn Fields.

El 15 de mayo, la Cámara de los Comunes votó la construcción de un monumento al primer ministro asesinado en la Abadía de Westminster. Más tarde, fueron colocados monumentos en Lincoln's Inn, y dentro del distrito electoral de Perceval en Northampton. Hay también monumentos, en las formas de un busto y un escudo funerario de las armas de Perceval, en la iglesia parroquial de San Lucas en Charlton, donde Perceval fue sepultado.
El 8 de junio, el Regente nombró a Lord Liverpool para encabezar una nueva administración Tory. [114] A pesar de sus elogios al líder caído, los miembros del nuevo gobierno pronto comenzaron a distanciarse de su ministerio. Muchos de los cambios a los que se había opuesto Perceval se fueron introduciendo gradualmente: mayor libertad de prensa, emancipación católica y reforma parlamentaria. Las Órdenes del Consejo fueron derogadas el 23 de junio, pero demasiado tarde para evitar la declaración de guerra al Reino Unido por parte de Estados Unidos. El gobierno de Lord Liverpool no mantuvo la resolución de Perceval de actuar contra la trata ilegal de esclavos, que comenzó a florecer cuando las autoridades miraron para otro lado. Linklater estima que alrededor de 40.000 esclavos fueron transportados ilegalmente desde África a las Indias Occidentales, debido a la aplicación laxa de la ley.

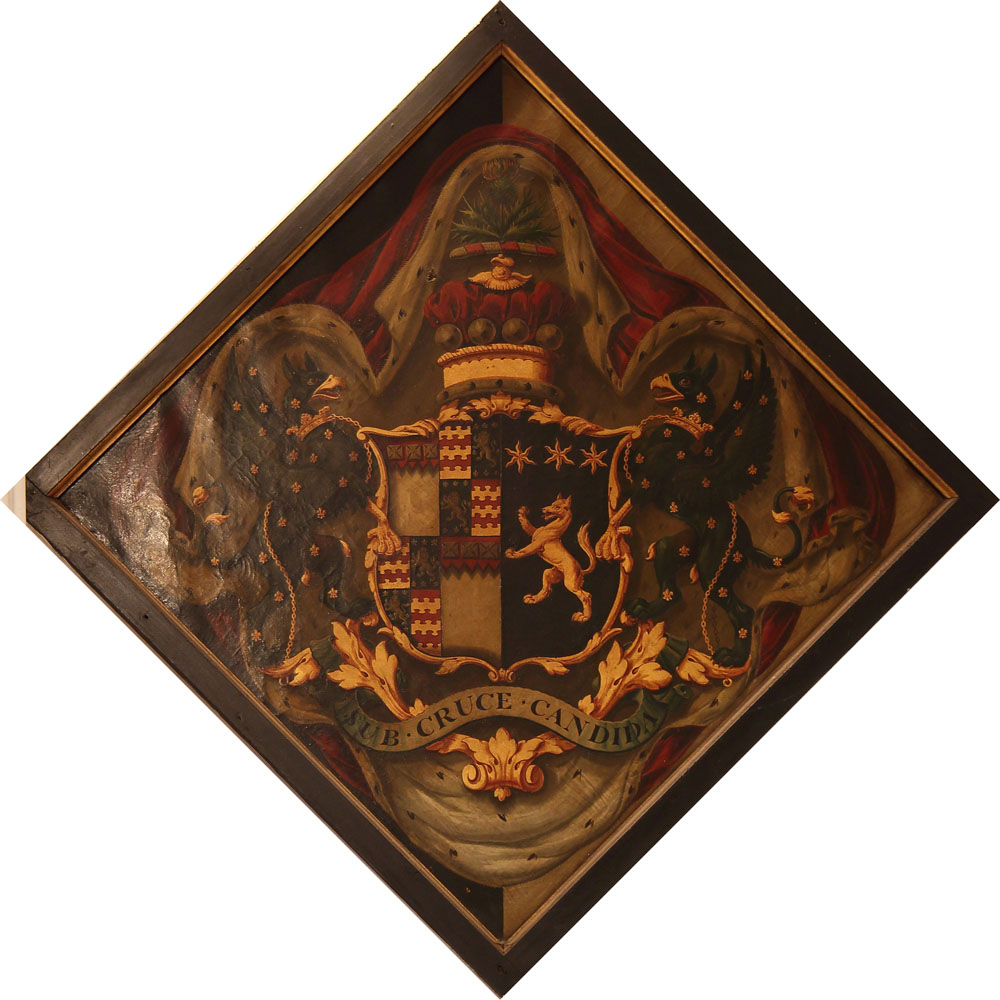
Escudo funerario de Spencer Perceval en la iglesia parroquial de Charlton en Londres. Sus armas son a la izquierda, esas de su mujer a la derecha. El fondo es negro a la izquierda y blanco a la derecha, perque dejó una viuda. (Para una mujer casada fallecida dejando un viudo, los colores son invertidos).

Linklater cita el mayor logro de Perceval como su insistencia en mantener el ejército de Wellington en el campo de batalla, una política que ayudó a cambiar el rumbo de las guerras napoleónicas decisivamente a favor de Gran Bretaña. A pesar de esto, con el paso del tiempo la reputación de Perceval se desvaneció; Charles Dickens lo consideró «un político de tercera categoría apenas apto para llevar la muleta de Lord Chatham». A su debido tiempo, poco más que el hecho de su asesinato quedó en la memoria pública. Al acercarse el bicentenario del tiroteo, Perceval fue descrito en los periódicos como «el primer ministro que la historia olvidó».
El juez de la condena de Bellingham fue cuestionado por primera vez por Brougham, quien condenó el juicio como «la mayor deshonra para la justicia inglesa». En un estudio publicado en 2004, la académica estadounidense Kathleen S. Goddard critica el momento del juicio tan pronto después del acto criminal, cuando las pasiones eran altas. También llama la atención sobre la negativa del tribunal a permitir un aplazamiento que permitiría a la defensa ponerse en contacto con posibles testigos. No hubo, sostiene, pruebas insuficientes producidas en el juicio para determinar el verdadero estado de la cordura de Bellingham, y el resumen de Mansfield mostró un sesgo significativo. La alegación de Bellingham de haber actuado solo fue aceptada en el tribunal; el estudio de Linklater de 2012 postula que podría ser un agente de otros intereses, tal vez los comerciantes de Liverpool, quienes soportaron la mayor parte de las políticas económicas de Perceval y tenían mucho que ganar con su desaparición. Los comentarios de un periódico de Liverpool, dice Linklater, indican que hablar de asesinatos era común en la ciudad. Se desconoce cómo Bellingham obtuvo los fondos para gastarlos libremente en los meses anteriores al asesinato, cuando aparentemente no estaba involucrado en ningún negocio. Esta teoría de la conspiración no ha convencido a otros historiadores; el columnista Bruce Anderson señala la falta de pruebas concretas que lo respalden.
En los meses siguientes a la ejecución de su marido, Mary Bellingham continuó viviendo y trabajando en Liverpool. A finales de 1812 su negocio había fracasado,  y a partir de entonces sus movimientos son oscuros; puede que hubiera vuelto a su nombre de soltera. En enero de 1815, Jane Perceval se casó con Henry William Carr; murió, a la edad de 74 años, en 1844.
En 1828, The Times informó de que el terrateniente industrial de Cornualles, John Williams III (1753-1841) recibió un aviso onírico sobre el asesinato de Perceval el 2 o 3 de mayo de 1812, casi diez días antes del evento, «correcto en todos los detalles». El propio Perceval tuvo una serie de sueños que culminaron el 10 de mayo con uno de su propia muerte, que tuvo mientras pasaba la noche en la casa del conde de Harrowby. Le informó al conde su sueño, y el conde trató de persuadir a Perceval para que no asistiera al Parlamento ese día, pero Perceval se negó a dejarse asustar por «un mero sueño» y se dirigió a Westminster en la tarde del 11 de mayo.
Un pariente lejano del asesino, Henry Bellingham, se convirtió en diputado conservador por el noroeste de Norfolk en 1983, y ocupó un cargo menor en la coalición Cameron-Clegg de 2010-2015. Cuando perdió temporalmente su escaño en 1997 —lo recuperó en 2001—, se consideró que su estrecha derrota se debía a la intervención de Roger Percival, el candidato del Partido del Referéndum cuyos votos procedían en gran parte de conservadores descontentos. A pesar de la diferente ortografía, los medios de comunicación afirmaron que Percival era descendiente de la familia del primer ministro asesinado, e informaron de la derrota como una forma tardía de venganza.
La mayor parte del Palacio de Westminster (aparte del Salón de Westminster) que estaba en pie en el momento del asesinato fue destruido por un incendio accidental en 1834, tras el cual las Casas fueron reconstruidas y ampliadas ampliamente. En julio de 2014 se descubrió una placa conmemorativa de latón en la Sala de San Esteban, en las Casas del Parlamento, cerca del lugar donde Perceval fue asesinado. Michael Ellis, diputado conservador por Northampton North —parte de la antigua circunscripción electoral de Perceval en Northampton— había hecho campaña a favor de la placa después de que cuatro baldosas estampadas que, según se dice, marcaban el lugar, hubieran sido retiradas por trabajadores en una reciente renovación.

### Libros y artículos de noticias
- Brougham, Henry (1871). The Life and Times of Henry, Lord Brougham. Londres: Blackwood. ISBN 9781108078429. OCLC 831448086. Archivado desde el original el 6 de marzo de 2016.
- Bryant, Arthur (1952). The Age of Elegance 1812–22. Londres: Collins. OCLC 851864668.
- Gillen, Mollie (1972). Assassination of the Prime Minister: The shocking death of Spencer Perceval. Londres: Sidgwick and Jackson. ISBN 978-0-283-97881-4. (requiere registro).
- Gray, Denis (1963). Spencer Perceval. The Evangelical Prime Minister 1762–1812. Mánchester: Mánchester University Press. OCLC 612910771. (requiere registro).
- Hanrahan, David C. (2012). The Assassination of the Prime Minister: John Bellingham and the Murder of Spencer Perceval. Londres: The History Press. ISBN 978-0-7509-4401-4.
- Hodgson, Thomas (1812). A Full and Authentic Report of the Trial of John Bellingham, at the Sessions' House, in the Old Bailey, on Friday, May 15, 1812, for the Murder of the Right Honourable Spencer Perceval, Chancellor of the Exchequer, in the Lobby of the House Of Commons. Londres: Sherwood, Neely and Jones. OCLC 495783049.
- Linklater, Andro (2013). Why Spencer Perceval Had to Die: The Assassination of a British Prime Minister. Londres: Bloomsbury Publishing. ISBN 978-1-4088-3171-7. (requiere registro).
- Pelham, Camden, ed. (1841). The Chronicles of Crime. Londres: Thomas Tegg. OCLC 268152. Archivado desde el original el 16 de marzo de 2016.
- Seaward, Paul, ed. (1994). The Prime Ministers from Walpole to Macmillan. Londres: Dod's Parliamentary Companion Ltd. ISBN 978-0-905702-22-3.
- «Remarkable Coincidence». The Times (13673). 28 de agosto de 1828. p. 2.
- «The Wasted Warning». Look and Learn (968). 27 de septiembre de 1980. pp. 20-21.
- Treherne, Philip (1909). The Right Honourable Spencer Perceval. Londres: T. Fisher Unwin. OCLC 5825009. Archivado desde el original el 8 de abril de 2016.
- Uglow, Jenny (2014). In These Times. Londres: Faber and Faber. ISBN 978-0-571-26953-2.
- Wilson, Daniel (1812). The Substance of a Conversation with John Bellingham. Londres: John Hatchard. OCLC 26167547.

### En línea
- Anderson, Bruce (28 de abril de 2012). «Spencer Perceval deserves better from posterity». The Daily Telegraph. Archivado desde el original el 29 de septiembre de 2015. Consultado el 27 de septiembre de 2015.
- Beattie, J.M. (2013), «Garrow, Sir William (1760–1840)»,  (en inglés), Oxford Dictionary of National Biography, doi:10.1093/ref:odnb/10410, consultado el 23 de septiembre de 2015, (requiere suscripción).
- Crick, Michael (11 de mayo de 2012). «Minister admits family "shame" over Perceval assassination». Channel 4 News. Archivado desde el original el 18 de septiembre de 2015. Consultado el 11 Ode octubre de 2015.
- Goddard, Kathleen S. (enero de 2004). «A Case of Injustice? The Trial of John Bellingham». The American Journal of Legal History 46 (1): 1-25. JSTOR 3692416. doi:10.2307/3692416.
- Harvey, A.D. (diciembre de 1972). «The Ministry of All the Talents: The Whigs in Office, February 1806 to March 1807». The Historical Journal 15 (4): 619-48. JSTOR 2638036. doi:10.1017/s0018246x00003484.
- «Henry Bellingham». Gov.uk. 2015. Archivado desde el original el 28 de septiembre de 2015. Consultado el 27 de septiembre de 2015.
- Howard, Martin R. (18 de diciembre de 1999). «Walcheren 1809: a medical catastrophe». The British Medical Journal 319 (7225): 1642-45. PMC 1127097. PMID 10600979. doi:10.1136/bmj.319.7225.1642.
- Jupp, P.J. (2009), «Perceval, Spencer (1762–1812)»,  (en inglés), Oxford Dictionary of National Biography, doi:10.1093/ref:odnb/21916, consultado el 23 de septiembre de 2015, (requiere suscripción).
- Kennedy, Maev (10 de mayo de 2012). «Spencer Perceval, the assassinated prime minister that history forgot». The Guardian. Archivado desde el original el 28 de septiembre de 2015. Consultado el 27 de septiembre de 2015.
- Linklater, Andro (5 de mayo de 2012). «Target man». The Spectator. Archivado desde el original el 28 de septiembre de 2015. Consultado el 27 de septiembre de 2015.
- Melikan, R.A. (2008), «Romilly, Sir Samuel (1757–1818)»,  (en inglés), Oxford Dictionary of National Biography, doi:10.1093/ref:odnb/24050, consultado el 23 de septiembre de 2015, (requiere suscripción).
- Parkinson, Justin (26 de noviembre de 2009). «The MP whose ancestor killed the prime minister». BBC News. Consultado el 29 de septiembre de 2015.
- «Spencer Perceval: Plaque for assassinated prime minister». BBC News. 21 de julio de 2014. Archivado desde el original el 16 de noviembre de 2015. Consultado el 24 de abril de 2016.
- Turner, Michael J. (2004). «Bellingham, John (1770–1812)». Oxford Dictionary of National Biography online edition. Consultado el 23 de septiembre de 2015. (requiere suscripción)

- Datos: Q21005831
- Multimedia: Assassination of Spencer Perceval / Q21005831